# William Huggins
Sir William Huggins, OM, KCB, FRS (n. 7 februarie 1824, Londra, Regatul Unit al Marii Britanii și Irlandei – d. 12 mai 1910, Londra, Regatul Unit al Marii Britanii și Irlandei) a fost un  astronom englez, cunoscut pentru munca de pionier în spectroscopia astronomică, pe care a depus-o împreună cu soția sa, Margaret Lindsay Huggins.

## Biografie
William Huggins s-a născut la Cornhill, Middlesex, în 1824. S-a căsătorit cu Margaret Lindsay, fiica lui John Murray de Dublin, care a avut de asemenea un interes pentru cercetarea științifică.